# Irish Spring
Irish Spring est une marque de savon déodorant de Colgate-Palmolive, introduite pendant les années 1970.

## Histoire
Irish Spring a en premier été introduit en Allemagne sous le nom de Irischer Frühling, en 1970, puis, aux États-Unis, en 1972, sous le nom d'Irish Spring.

## Produits

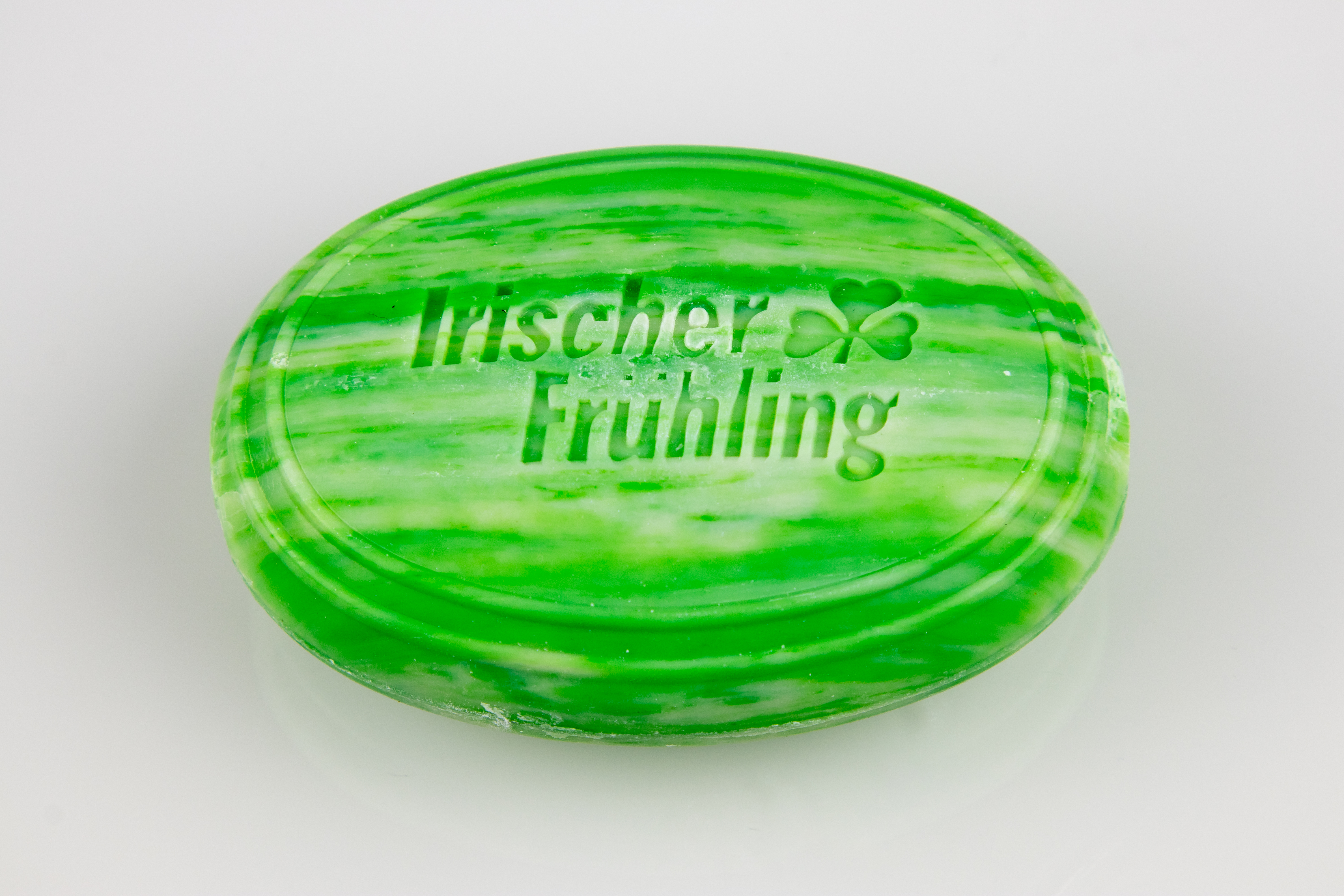
Barre de savon Irischer Frühling.

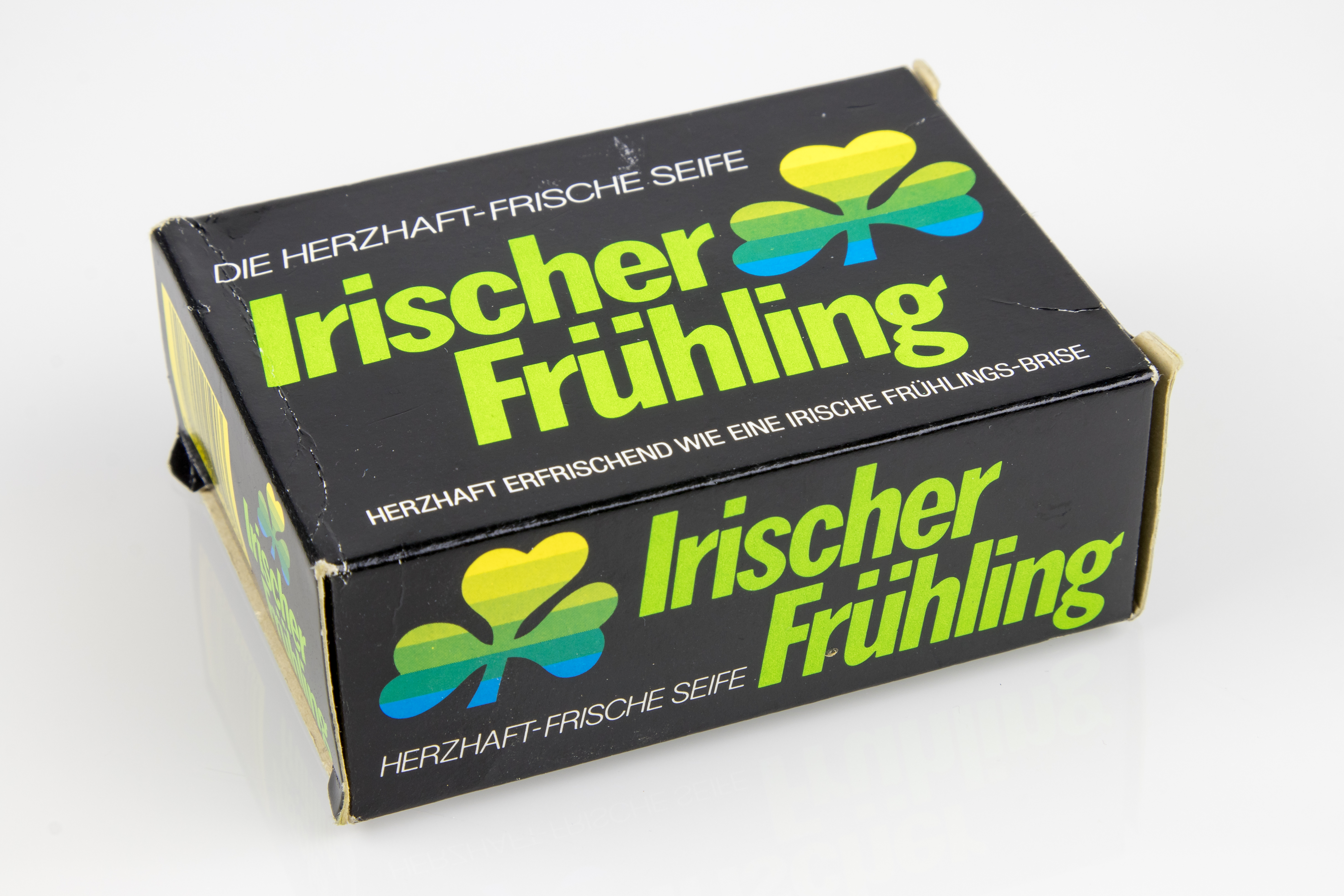
Boîte de savon Irischer Frühling.

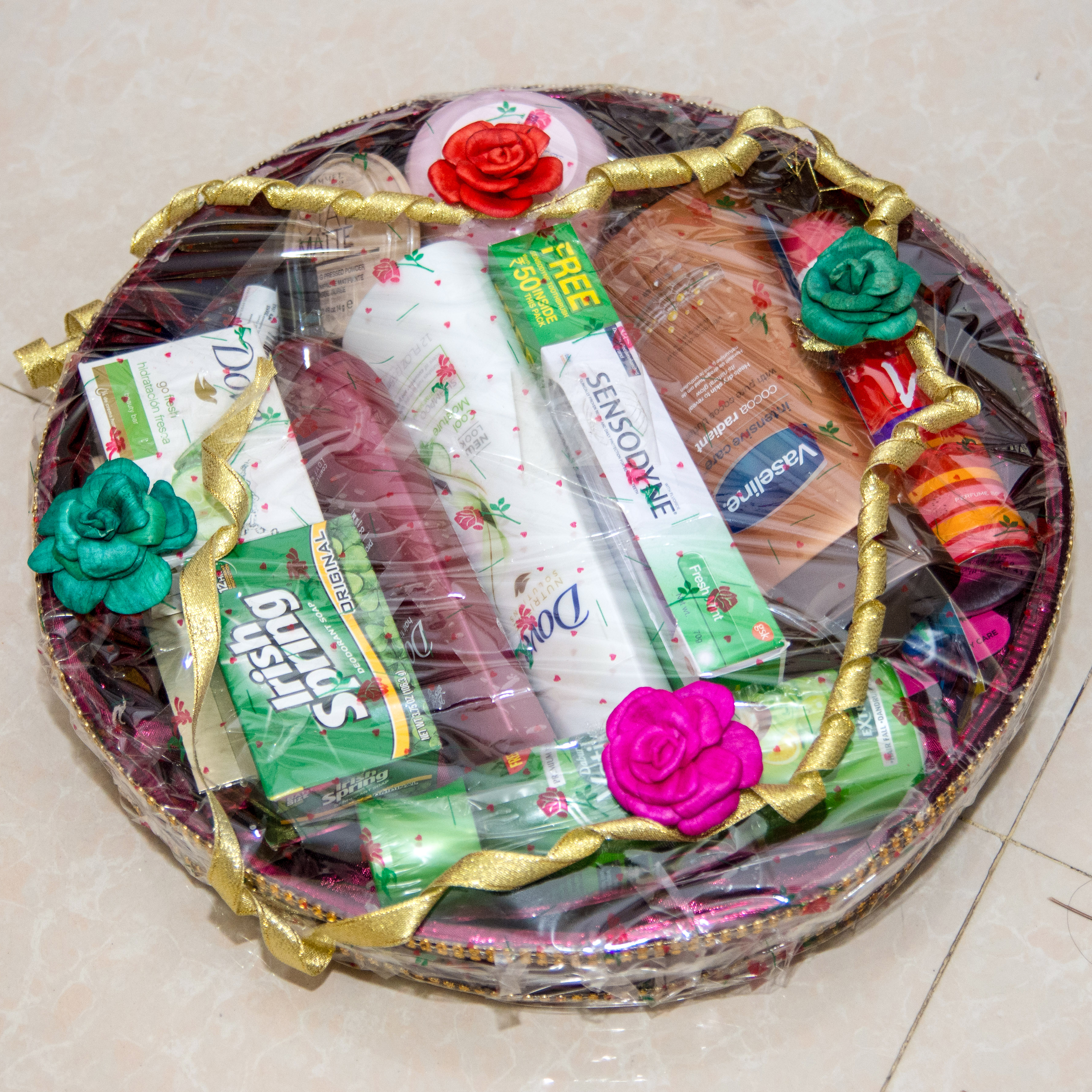
Ensemble de produits de beauté, incluant une boîte de savon Irish Spring.

Les produits d'Irish Spring incluent :
- Bain moussant
- Déodorants
- Savons[2]

## Publicité
En 2017, la vidéaste Jenna Marbles a effectué la promotion d'Irish Spring comme étant le savon préféré de son chien Kermit. L'année suivante, cette dernière a fait un bain de mousse en savon Irish Spring pour son chien. Les deux vidéos n'ont pas été sponsorisés par la marque, mais cette dernière a profité de la publicité qu'elle a gagné en envoyant à Marbles un ensemble de savons personnalisé à Kermit, événement que Marbles a publié sur Snapchat.